# Austin Aztex
O Austin Aztex foi um clube de futebol dos Estados Unidos fundado em 2008. Sua sede fica localizada em Austin.

## História

### Austin Aztex FC (2008-2010)
O clube foi fundado em 2008 pelo empresário Phil Rawlins, dono do time inglês Stoke City. Atuou a primeira temporada na USL em 2009, quando se chamava USL First Division. Seu grande destaque foi em 2010, quando chegou as quartas de final do torneio.
Em 2011 sua vaga na USL foi comprada por investidores de Orlando, dentre eles Flavio Augusto da Silva, e fundaram o Orlando City.
Nesses dois anos o clube fez alguns amistosos com os times da MLS e NASL, dentre eles o Real Salt Lake e o Tampa Bay Rowdies.

### Austin Aztex (2011-Atual)
O Austin Aztex atual surgiu como um clube fênix do anterior, porém teve seu nome alterado e não possui mais o FC no nome. Estreiou na PDL em 2012, liga na qual permaneceu até 2015, quando se transferiu para para a USL. Teve sua primeira temporada em 2015, quando terminou em nono da Conferência Oeste.
Em 2015 uma imundação causou enormes prejuízos ao se estádio, o House Park. Com isso o time entrou em hiato na liga até consertar o seu estádio ou construir um novo. A equipe tem previsão de retorno apenas em 2018.
Em 2017 o clube foi oficialmente extinto e será substituído por um novo time de Austin em 2019.

## Símbolos

### Escudo
| Evolução do Escudo do Austin Aztex | Evolução do Escudo do Austin Aztex | Evolução do Escudo do Austin Aztex | Evolução do Escudo do Austin Aztex | Evolução do Escudo do Austin Aztex | Evolução do Escudo do Austin Aztex | Evolução do Escudo do Austin Aztex | Evolução do Escudo do Austin Aztex |
| 2008 – 2011                        | 2011 – 2017                        |                                    |                                    |                                    |                                    |                                    |                                    |
| ---------------------------------- | ---------------------------------- | ---------------------------------- | ---------------------------------- | ---------------------------------- | ---------------------------------- | ---------------------------------- | ---------------------------------- |

## Estatísticas

### Participações
|  | Participações em 2018 |

| Competição     | Competição               | Temporadas | Melhor campanha    | Estreia | Última | P | R |
| Estados Unidos | Lamar Hunt U.S. Open Cup | 6          | Quarta Fase (2015) | 2008    | 2015   |   | – |

## Jogadores notáveis
- Jean Alexandre
- Gifton Noel-Williams
- Ciaran O'Brien